# ميلين دينه روبيك
ميلين دينه روبيك (بالإنجليزية: Mylène Dinh-Robic)‏ هي ممثلة كندية، ولدت يوم 17 أبريل 1979 في مونتريال في كندا.

## حياة سابقة
ولدت ميلين دينه روبيك وترعرعت في مونتريال، كيبيك. والدها من أصل كيبيك وأمها فيتنامية. التحقت بكلية ماريانوبوليس وحصلت على درجة البكالوريوس في الاتصالات من جامعة كونكورديا.

## روابط خارجية
- ميلين دينه روبيك على موقع IMDb (الإنجليزية)
- ميلين دينه روبيك على موقع ميتاكريتيك (الإنجليزية)
- ميلين دينه روبيك على موقع ميتاكريتيك (الإنجليزية)
- ميلين دينه روبيك على موقع روتن توميتوز (الإنجليزية)
- ميلين دينه روبيك على موقع قاعدة بيانات الأفلام العربية
- ميلين دينه روبيك على موقع ألو سيني (الفرنسية)
- ميلين دينه روبيك على موقع أول موفي (الإنجليزية)
- ميلين دينه روبيك على موقع قاعدة بيانات الفيلم (الإنجليزية)
- ميلين دينه روبيك على موقع كينوبويسك (الروسية)